# 松平忠郷
松平 忠郷（まつだいら たださと）は、江戸時代前期から中期にかけての旗本。通称は孫三郎（まごさぶろう）、左門（さもん）、孫左衛門（まござえもん）。

## 生涯
旗本・松平忠治（1000石300俵）の三男として誕生。母は不詳。この旗本家は十八松平の一人松平忠頼（遠江国浜松藩主・5万石）の次男忠直が分家して誕生した旗本家から、さらにその次男・忠治が分家して興した旗本家であった。
兄の新八郎と主馬は父に先立って夭折したため、代わって嫡男となり、元禄3年（1690年）12月12日に遺領相続、小普請旗本に列した。この際に弟の一人忠輝に切米300俵を分知している。
元禄4年（1691年）6月11日、5代将軍徳川綱吉に始めて謁見し、元禄9年（1696年）7月5日、御書院番の列に並んだ。
元禄14年（1701年）3月14日、実弟の岡林直之が仕えた赤穂藩主浅野長矩が吉良義央に刃傷に及ぶと浅野家は断絶となり、直之も浅野家の家禄を失い江戸の忠郷の屋敷に戻った。翌元禄14年（1702年）12月14日、浅野の遺臣大石良雄らによる吉良邸討ち入りがあると、忠郷は義挙に加わらなかった直之を「1000石取りの重臣でありながら、義挙に加わらなかったのは何事か、桜井松平家の恥さらしである」と批判し、同年12月28日に弟忠輝の介錯で切腹させ、江戸町奉行所に届け出た。町奉行所では「直之の乱心」として事件を処理したとされる。
その後の忠郷は順調に出世し、元禄14年（1701年）9月15日には小十人頭となり、同年12月18日には布衣（六位相当になったことを意味する）を着用することを許された。正徳2年（1712年）4月1日、小姓組頭に転じ、享保10年（1725年）10月18日には先手鉄砲頭に就任する。この役職は、幕府軍主力部隊の指揮官であり、武勇の旗本が選りすぐられるため、これに選出された忠郷は一定の評価を得られる人物だったと思われる。享保13年（1728年）4月、徳川吉宗の日光山参詣に際し、先手鉄砲頭の任務として吉宗の護衛隊長を務めている。
享保20年（1735年）7月15日に死去した。法名は超有。深川霊厳寺に葬られた。享年は不詳。妻は旗本森川氏知の娘で、その間の子忠陣が家督を継いだ。